# كشمش شائك
الكِشْمِش الشائك أو عِنَبُ الثَّعْلَبِ[بحاجة لمصدر] أو الثُّلْثُلَانُ أو (الثَّلِثانُ أو الثَّلَثانُ)[بحاجة لدقة أكثر] (الاسم العلمي: Ribes uva-crispa, grossularia) نوعٌ من جنس الكشمش من الفصيلة الكشمشية، موطنه شمال أوروبا وأمريكا. وهو جنبة شائكة يمكن تربيتة علي أسلاك فيأخذ أشكالا مختلفة ثمرته عنبه كبيرة الحجم كروية أو مطاولة عليها شعرات أو ملساء يختلف لونها تبعا للأصناف فمنها الأخضر الفاتح أو الداكن و الأصفر والأحمر بدرجاته و البنفسجي مخطط بخطوط طويله وتمتاز بوجود الميسم بطرفها وتؤكل الثمار غضة «طازجة» أو علي هيئة مربي أو في الفطائر، وينجح النبات بالبلاد الباردة ويجود بالأراضي الثقيلة الرطبة، ويتكاثر بالبذور أو الأوتاد أو الأشطاء أو التقسيم.